# Biberstein
Biberstein (toponimo tedesco) è un comune svizzero di 1 584 abitanti del Canton Argovia, nel distretto di Aarau.

## Monumenti e luoghi d'interesse

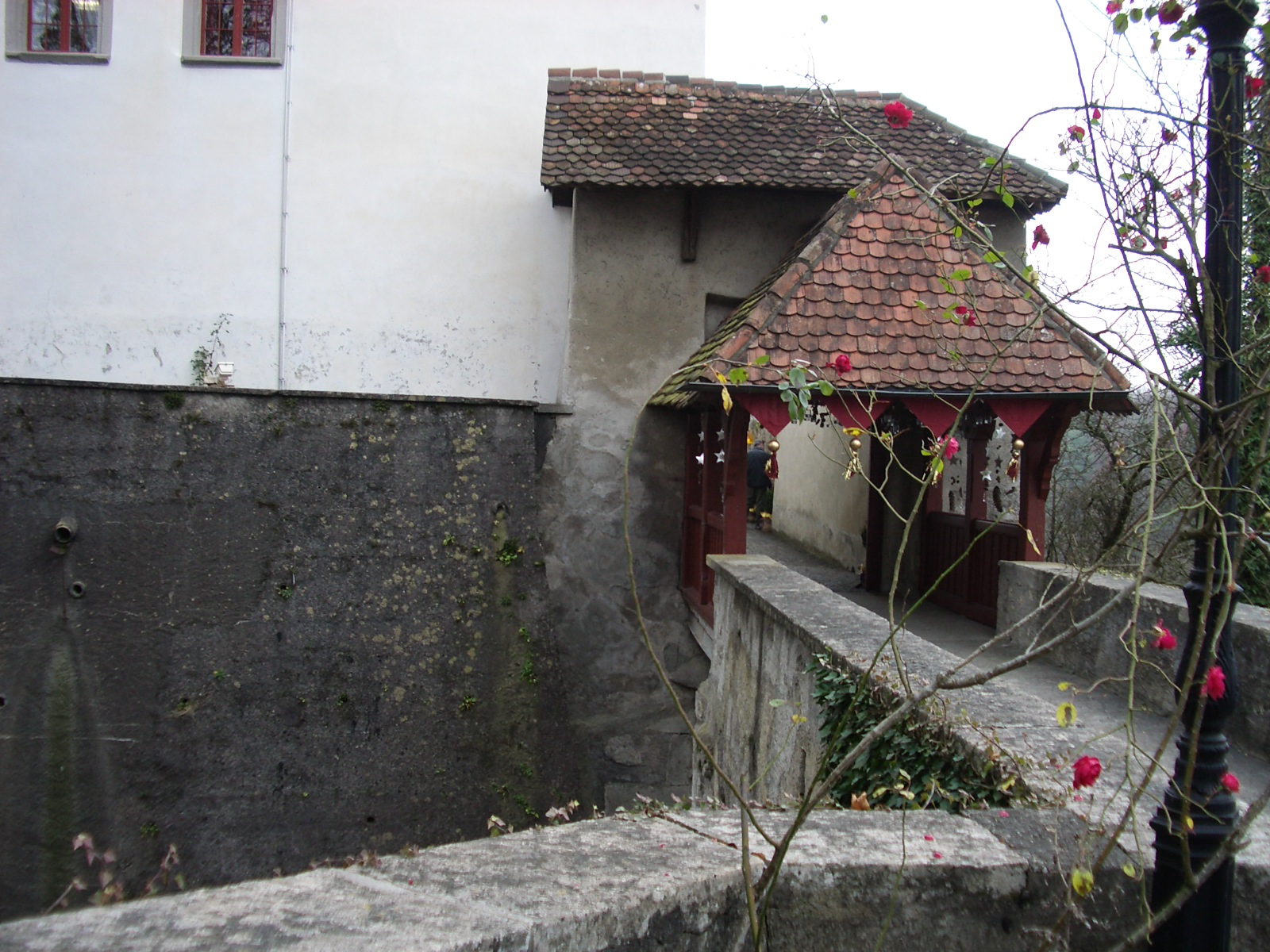
Il castello di Biberstein

- Castello di Biberstein, attestato dal XIV secolo[1].

## Società

### Evoluzione demografica
L'evoluzione demografica è riportata nella seguente tabella:
Abitanti censiti

## Amministrazione
Ogni famiglia originaria del luogo fa parte del cosiddetto comune patriziale e ha la responsabilità della manutenzione di ogni bene ricadente all'interno dei confini del comune.